# کارل بیورکمن
کارل بیورکمن (انگلیسی: Carl Björkman; ۳۱ دسامبر ۱۸۶۹ – ۴ فوریهٔ ۱۹۶۰) تیرانداز اهل سوئد بود.
وی در مسابقات کشوری و بین‌المللی در مجموع برندهٔ ۱ مدال طلا، ۱ مدال برنز شده‌است.